# Rena Quint

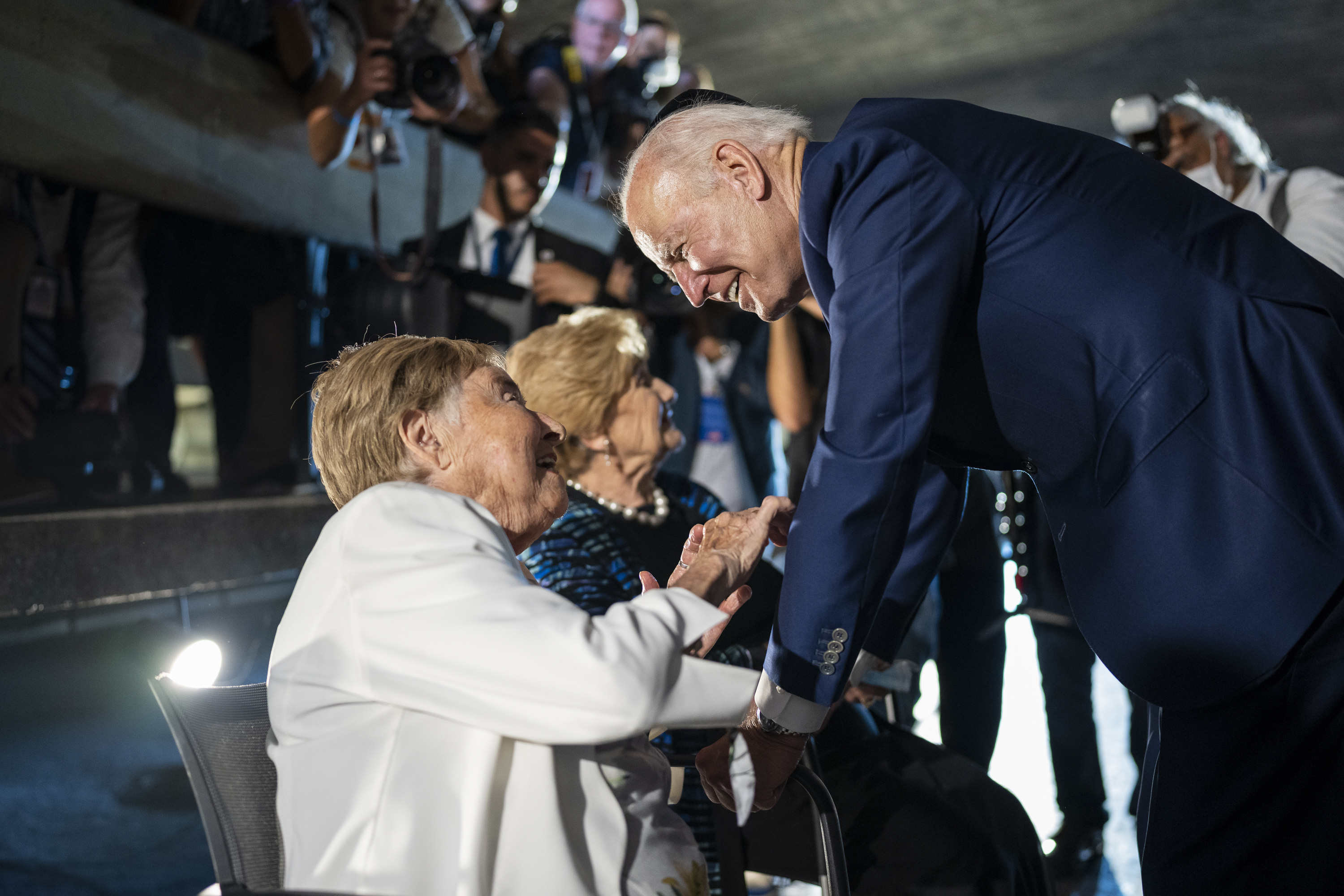
US-Präsident Biden begrüßt die Holocaust-Überlebenden Dr. Gita Cycowicz (links) und Rena Quint (Mitte)

Rena Quint, geborene Frajda Lichtensztajn (* 18. Dezember 1935) ist eine polnisch-amerikanisch-israelische Holocaustüberlebende.

## Biografie
Rena Quint wuchs als Frajda Lichtensztajn in der polnischen Stadt Piotrków Trybunalski auf.
Ihre Familie musste nach der Besetzung Polens im September 1939 in das neu geschaffene jüdische Ghetto in Piotrków ziehen. Im Oktober 1942 wurde sie zusammen mit ihrer Mutter, zwei Brüdern und anderen Bewohnern des Ghettos in die Synagoge getrieben. Während Rena durch einen Türspalt entkommen konnte, wurden ihre Mutter und Brüder ins Vernichtungslager Treblinka verschleppt und ermordet.
Rena wurde zu ihrem Vater gebracht, der zur Zeit der Verschleppung als Zwangsarbeiter in einer Glashütte gearbeitet hatte. Mit kurzen Haaren und in Jungenkleidern begann Rena, die jetzt Froyim genannt wurde, als Wasserträger in der Glashütte zu arbeiten.
Ende 1944 wurden die noch lebenden Juden Piotrkóws in Viehwaggons zum KZ Bergen-Belsen gebracht. Renas Vater übergab das Mädchen der Obhut einer Lehrerin, da er für sie sonst keine Überlebenschance sah. Am 15. April 1945 fanden die britischen Befreier des KZ das an Diphtherie und Typhus erkrankte Mädchen zwischen Leichenbergen.
In einem Lazarett in Hamburg erholte sich Rena. Sie wurde nach Schweden gebracht, wo sie von einer Mutter angenommen wurde, deren Tochter gerade gestorben war. Rena wurde die Identität des verstorbenen Mädchens gegeben, sie hieß jetzt Fanny, geboren am 15. Februar 1936. Mit dieser neuen Familie reiste Rena nach Amerika, eingeladen von Verwandten ihrer neuen Mutter, die nur wenig später starb.
Rena wurde im Herbst 1946 von einem kinderlosen Paar in Brooklyn aufgenommen und erhielt jetzt ihren endgültigen Namen. Sie war zu diesem Zeitpunkt noch keine 10 Jahre alt. Sie wuchs als typisches amerikanisches Mädchen auf. 1984 emigrierte die Familie nach Israel.
1989 reiste Rena Quint erstmals wieder nach Polen. Sie begann, ihre eigene Geschichte zu recherchieren und davon vor Publikum zu erzählen.